# Эвтел
Эвтел — сатрап Селевка I Никатора в Сузиане.
В ходе Вавилонской войны — одной из войн диадохов — в 311 году до н. э. Селевк I в результате победы при Тигре овладел в том числе Сузианой. На место антигонского сатрапа Аспизы Селевк I поставил Эвтела. Такой вывод современные нам историки (в частности, американский антиковед Р. Биллоуз) делают на основании сообщения Диодора Сицилийского.